# 航海士

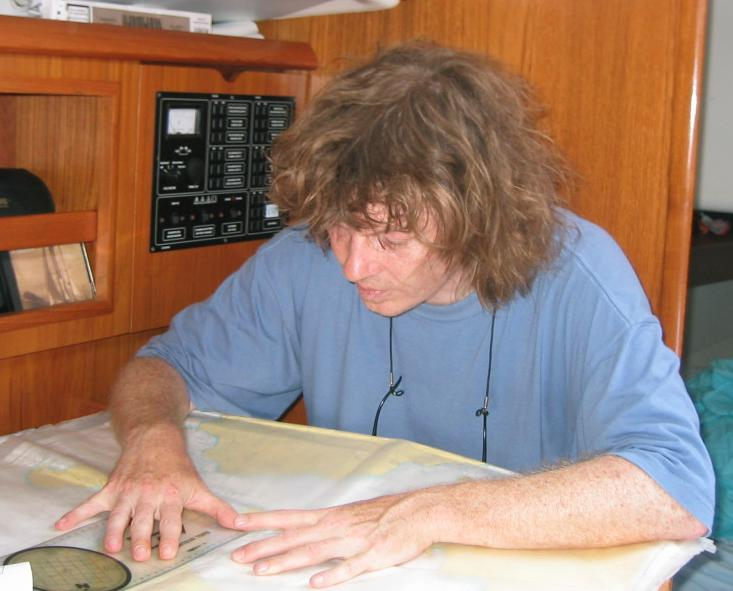
船が航行する経路を調べるため地図を見ている航海士

航海士（こうかいし）とは、航法（船の現在位置確定と航海計画策定）を行う船員。
- 三等航海士
- 二等航海士 - 二等航海士は三等航海士の一つ上である。上から3番目 (遠洋定期船では4番目) であり、通常は船のナビゲーターである当直士官。二等航海士になるには三等航海士で二等航海士になるための国家試験を受けなければならない。
- 一等航海士 - 船の甲板部門の責任者。上から2番目。二等航海士のさらに上である。一等航海士になるには二等航海士同様に国家試験を受けなければならない。

## 甲板部の業務
近年の航海士は、航海当直に限らず船舶運航に関するあらゆる業務を担当している。担当業務の内容は船舶によって異なるが、一般に以下のような業務が割り当てられている。なお、甲板部主任者（一等航海士）の指示により、実際の業務は甲板部員が実施することもある。

### 航海当直
航海中、船長が直接指揮を執る場合を除き、航海士は船長から権限を委譲されて航海船橋における指揮を執る。

### 担当機器の管理
一般に、航海士が担当する機器として以下のようなものがある。
- 航海計器
  - 磁気コンパス
  - ジャイロコンパス
  - 航海用レーダー
  - 電子海図情報表示装置（ECDIS）
- 甲板機器
  - 操舵設備（操舵機、自動操舵装置、DPS、ジョイスティック操船システム）
  - 係船設備（錨、揚錨機、係船索、係船機）
  - 乗降装置（舷梯、ワーフラダー、パイロットラダー）

- 救命設備
  - 救命艇
  - 救助艇
  - 救命筏
  - 救命浮環
  - 信号類
  - 救命胴衣
  - イマーションスーツ
  - 自蔵式呼吸具
  - EEBD

- 消火設備
  - 消火器
  - 消火栓
  - 消火管
  - 警報装置
- 荷役設備
  - ジブクレーン
  - デリック
  - 床上式クレーン、ホイスト
  - ランプウェイ
  - 貨物倉、貨物油タンク
- 通信設備
  - VHF
  - MF/HF
  - Inmarsat C
  - EPIRB
  - SART
- 生活・衛生設備
  - 清水系統
  - 飲料水系統
  - 汚水系統（トイレ・汚水処理装置、ビルジ系統）
  - バラスト水系統

### 文書管理

#### ・法定文書
SOLAS関係、STCW関係、MARPOR関係等、国際条約や国内法で作成が求められる文書の作成・使用・保管を行う。

#### ・社内文書
安全管理マニュアル（SMS）に記載されたチェックリスト等、船内で使用する文書の作成・使用・保管を行う。